# Francis Hemming
Arthur Francis Hemming (9 de fevereiro de 1893 - 22 de fevereiro de 1964) foi um entomologista inglês especializado em lepidópteros. Ele era mais conhecido, tanto profissionalmente quanto socialmente, pelo nome do meio, Francis Hemming.
Hemming era um funcionário público britânico e lepidopterista amador. Especialista em nomenclatura biológica, ele atuou de 1937 a 1958 como Secretário da Comissão Internacional de Nomenclatura Zoológica e foi fundador e editor do Boletim de Nomenclatura Zoológica. Ao longo de sua vida, ele publicou mais de mil artigos científicos sobre Lepidoptera. Seus manuscritos e outros papéis estão depositados no Museu de História Natural de Londres e na Biblioteca Bodleiana, em Oxford.
Hemming foi educado na Rugby School e no Corpus Christi College, em Oxford. Durante a Primeira Guerra Mundial, ele foi gravemente ferido em 1916 e, em 1918, ingressou no Serviço Civil Britânico. Foi secretário particular de vários ministros e foi concedido o C.M.G. e C.B.E. por seus serviços, especialmente na revisão do Código Internacional de Nomenclatura Zoológica (muitas vezes chamado de Código Hemming) que foi oficialmente adotado em 1958.

## Obras selecionadas
- (1929). Notes on the generic names of the Holarctic Lycaenidae (Lep. Rhop.). Ann. Mag. Nat. Hist. 10 (3): 217-245
- (1933). On the types of certain butterfly genera. Entomologist 66 : 196-200
- (1933). Additional notes on the types of certain butterfly genera. Entomologist 66 : 222-225
- (1934). Revisional notes on certain species of Rhopalocera (Lepidoptera). Stylops 3 : 193-200
- (1934). The Generic Names of the Holarctic Butterflies. London : British Museum Vol. 1 (1758-1863), p. viii + 3-184
- (1934). Notes on nine genera of butterflies. Entomologist 67 : 37-38
- (1934). New names for three genera of Rhopalocera. Entomologist 67 : 77
- (1935). Notes on certain genera and species of Papilionidae (Lepidoptera). Entomologist 68 : 39-41
- (1935). Notes on seventeen genera of Rhopalocera. Stylops 4 : 1-3
- (1935). Note on the genotypes of three genera of Rhopalocera represented in the fauna of Abyssinia. 374 (App. 1), 434-436 in Carpenter, G.D.H. The Rhopalocera of Abyssinia a faunistic study. Trans. R. Entomol. Soc. Lond. 83 : 313-447
- (1937). Hübner: a Bibliographical and Systematic Account of the Entomological Works of Jacob Hübner and of the Supplements thereto by Carl Geyer, Gottfried Franz von Frölich and Gottlieb August Wilhelm Herrich-Schäffer. London : Royal Entomological Society of London Vol. 1 : xxxiv + 605 p.
- (1939). Notes on the generic nomenclature of the Lepidoptera Rhopalocera I. Proc. R. Entomol. Soc. Lond. (B) 8 (7) : 133-138
- (1941). The dates of publication of the several portions of Doubleday, E. Genera of Diurnal Lepidoptera, and the continuation thereof by Westwood, J.O. J. Soc. Bibliogr. Nat. Hist. 1 (11) : 335-412
- (1941). The types of genera established by Doubleday, (E.) in the Genera of Diurnal Lepidoptera, and by Westwood, (J.O.) in the continuation thereof. J. Soc. Bibliogr. Nat. Hist. 1 (11) : 413-446
- (1941). The dates of publication of the specific names first published in Doubleday, (E.) Genera of Diurnal Lepidoptera, and in the continuation thereof by Westwood, (J.O.). J. Soc. Bibliogr. Nat. Hist. 1 (11) : 447-464
- (1943). Notes on the generic nomenclature of the Lepidoptera Rhopalocera, II. Proc. R. Entomol. Soc. Lond. (B) 12 (2) : 23-30
- (1945). Hewitson (W.C.), Illustr. New Spec. Exot. Butterflies: supplementary note on the composition and dates of publication of certain parts. J. Soc. Bibliogr. Nat. Hist. 2 (2) : 51-53
- (1960). Annotationes Lepidopterologicae. Pts 1-2. London : Hepburn & Sons : 1-72
- (1964). Annotationes Lepidopterologicae. Pts 3-5. London : Hepburn & Sons : [73] + 180 + vii
- (1965). Telicota Moore, [1881] (Insecta, Lepidoptera, Hesperiidae): proposed designation of a type-species under the Plenary Powers. Z.N.(S.) 1684. Bull. Zool. Nomencl. 22 (1) : 79
- (1967). The generic names of the butterflies and their type-species (Lepidoptera: Rhopalocera). Bull. Br. Mus. (Nat. Hist.) Entomol. (Suppl.) 9